# Orbeg
El orbeg fou el títol del governador d'Or-Kapi (Perekop) al Kanat de Crimea. Era la quarta dignitat de l'estat després del kan, el kalghay i el nureddin.
El càrrec va recaure habitualment en algun mirza (cap tribal) de la tribu dels Shirin, que s'havia distingit en combat. Rebia part dels ingressos d'Or-Kapi i tres ovelles per cada ramat que pasturava a la zona.